# 박주선
박주선(朴柱宣, 1949년 8월 17일~)은 대한민국의 정치인으로 검사 출신이다. 제16·18·19·20대 국회의원을 지냈다.

## 학력
- 보성남국민학교 졸업
- 보성중학교 졸업
- 광주고등학교 졸업
- 서울대학교 법과대학 행정학 학사
- 서울대학교 대학원 법학 석사 과정 수료
- 케임브리지 대학교 대학원 법학 석사 과정 수료

## 경력
- 제16회 사법시험 합격
- 서울지방검찰청 검사
- 서울지방검찰청 특수부 부장검사
- 대검찰청 중앙수사부 수사기획관
- 대통령비서실 법무비서관
- 법무법인 일신 변호사
- 조선대학교 초빙교수
- 국회 법제사법위원회 위원
- 국회 정치개혁특별위원회 위원
- 새천년민주당 김대중 총재특별보좌관
- 새천년민주당 제1정책조정위원장
- 새천년민주당 기획조정위원회 위원장
- 새천년민주당 사무총장 권한대행
- 민주당 인재영입위원장
- 민주당 최고위원
- 국회 교육문화체육관광위원회 위원장
- 통합신당 창당준비위원회 위원장
- 국민의당 최고위원
- 제20대 국회 전반기 국회부의장
- 국민의당 비상대책위원장
- 바른미래당 공동대표
- 국회 정보위원회 위원장
- 민생당 탈당
- 제20대 대통령 선거 국민의힘 윤석열 대통령 후보 선거대책위원회 중앙선거대책위원회 선거대책위원장단 공동선거대책위원장
- 제20대 대통령 선거 국민의힘 살리는 선거대책위원회 광주 겸 전남 선거대책위원회 선거대책위원장단 총괄선거대책위원장
- 제20대 대통령 선거 국민의힘 살리는 선거대책위원회 중앙선대위 산하 위원회 동서화합미래위원장
- 제20대 대통령직인수위원회 대통령취임식준비위원장
- 제24대 대한석유협회 회장
- 사단법인 한국·사우디아라비아산업통상협회장
- 광주과학기술원 발전후원회장

## 범죄전력

### 공용서류은닉·증거은닉
박주선은 대통령비서실 법무비서관에 재직할 당시 옷로비 사건에 대한 검찰과 특검 수사가 시작되자 경찰청 조사과가 작성한 내사기록 중 일부 참고인 진술서를 누락시켜 서울지방검찰청에 보냈다.
2001년 11월 5일 서울지방법원 형사합의30부는 공용서류은닉, 증거은닉 혐의로 박주선에게 벌금 300만원 선고유예를 선고했다. 이후 해당 1심 판결이 확정되었다.

### 동장 모임에서 사전선거운동
박주선은 2012년 1월, 4월 11일 실시될 국회의원 선거를 앞두고 전라남도 화순군의 한 식당에서 열린 광주광역시 동구 관내 동장들의 모임에 참석해 지지를 호소하였다.
2013년 8월 22일 광주고등법원 형사1부는 파기환송심에서 공직선거법 위반으로 박주선에게 벌금 80만원을 선고하였다.
2013년 8월 29일 광주지방검찰청이 재상고를 포기해 벌금 80만원 형이 확정되었다.

## 범죄 논란

### 나라종금 2억 5000만원 수수
2000년 1, 2월 박주선은 동생 계좌 등을 통해 3~4차례에 걸쳐 안상태 나라종금 전 사장으로부터 2억 5천만원을 받았다.
박주선은 안상태와는 호형호제 하는 사이로 인간적인 측면에서 순수하게 돈을 준 것이라고 주장했으나, 검찰은 박주선이 대통령비서실 법무비서관 시절 청와대에서 안상태를 직접 만나며 친분 관계를 쌓아 왔고 안상태에 대한 수사가 진행중이던 검찰 지청을 찾아가 수사 검사에게 선처를 부탁하기도 한 점으로 보아 뇌물수수로 판단했다.
2003년 6월 20일 검찰은 특정범죄가중처벌등에관한법률위반(뇌물) 혐의로 박주선의 사전구속영장을 청구했다.
2003년 12월 30일 국회 본회의에 상정된 박주선의 체포동의안이 부결되어 구속영장이 기각되었다.
2004년 3월 26일 서울중앙지법 형사합의21부는 나라종금과 관련해 편의를 봐달라는 부탁과 함께 2000년 안상태 사장으로부터 2억 5000만원을 받은 박주선의 특정범죄가중처벌등에관한법률위반(뇌물) 혐의에 대해 무죄를 선고했다. 재판부는 박주선이 대통령비서실 법무비서관에서 사직해 있는 상태이거나 국회의원 선거기간중 돈을 받은 것을 볼 때 대가성이 인정되지 않는다며 무죄를 선고했다.

### 현대 3000만원 수수 뇌물 논란
박주선은 고향 선배 임 모씨로부터 현대 측이 전달한 3000만원을 받았다. 검찰은 이를 현대 정몽헌 회장의 국회 증인 채택과 관련한 청탁을 받고 수수한 뇌물로 보고 기소했으나, 재판부는 영수증 처리가 되어 있고 대가 관계로 받은 자금으로 보기 어렵다고 무죄를 선고했다.

## 가족
- 배우자: 이현숙
- 자녀: 3남

## 역대 선거 결과
|  | 59.92% |

|  | 29.73% |

|  | 7.71% |

|  | 88.73% |

|  | 31.55% |

|  | 54.70% |

|  | 10.10% |

## 소속 정당
| 소속 정당 | 소속 정당      | 소속 기간 | 비고           |
| --------- | -------------- | --------- | -------------- |
|           | 새천년민주당   | 2000      | 정계 입문      |
|           | 무소속         | 2000      | 탈당           |
|           | 새천년민주당   | 2000~2004 | 복당           |
|           | 무소속         | 2004~2005 | 탈당           |
|           | 민주당         | 2005~2006 | 복당           |
|           | 중도통합민주당 | 2007      | 합당           |
|           | 민주당         | 2007~2008 | 당명 변경      |
|           | 통합민주당     | 2008      | 합당           |
|           | 민주당         | 2008~2011 | 당명 변경      |
|           | 민주통합당     | 2011~2012 | 합당           |
|           | 무소속         | 2012~2014 | 탈당           |
|           | 새정치연합     | 2014      | 창당준비위원회 |
|           | 새정치민주연합 | 2014~2015 | 창당           |
|           | 무소속         | 2015~2016 | 탈당           |
|           | 통합신당       | 2016      | 창당준비위원회 |
|           | 국민의당       | 2016~2018 | 합당           |
|           | 바른미래당     | 2018~2020 | 합당           |
|           | 민생당         | 2020~2021 | 합당           |
|           | 무소속         | 2021~현재 | 탈당           |

## 같이 보기
- 대한민국의 국회부의장
- 보성군의 국회의원
- 화순군의 국회의원
- 광주 동구의 국회의원
- 광주 남구의 국회의원
- 보성군·화순군
- 동구 (광주 선거구)
- 동구·남구 을